# Olbia (Sardinien)
Olbia (in byzantinischer Zeit Pausania/Παυσανία, vom Mittelalter bis 1939 Terranova, sardisch weiterhin Terranòa) ist eine italienische Gemeinde. Sie ist mit 61.481 Einwohnern (Stand 31. Dezember 2023) die viertgrößte Stadt Sardiniens und eine der Hauptstädte der Provinz Nord-Est Sardegna. Olbia liegt am Golf von Olbia, der zum Tyrrhenischen Meer gehört.

## Lage und Daten
Olbia liegt im Nordosten der Insel südlich der bekanntesten Küste Sardiniens, der Costa Smeralda. Die Nachbargemeinden sind Alà dei Sardi, Arzachena, Golfo Aranci, Loiri Porto San Paolo, Monti, Padru, Sant’Antonio di Gallura und Telti.
Zum Gemeindegebiet Olbias gehören auch die meisten Inseln des vorgelagerten Tavolara-Archipels, darunter Tavolara, Molara und Molarotto.

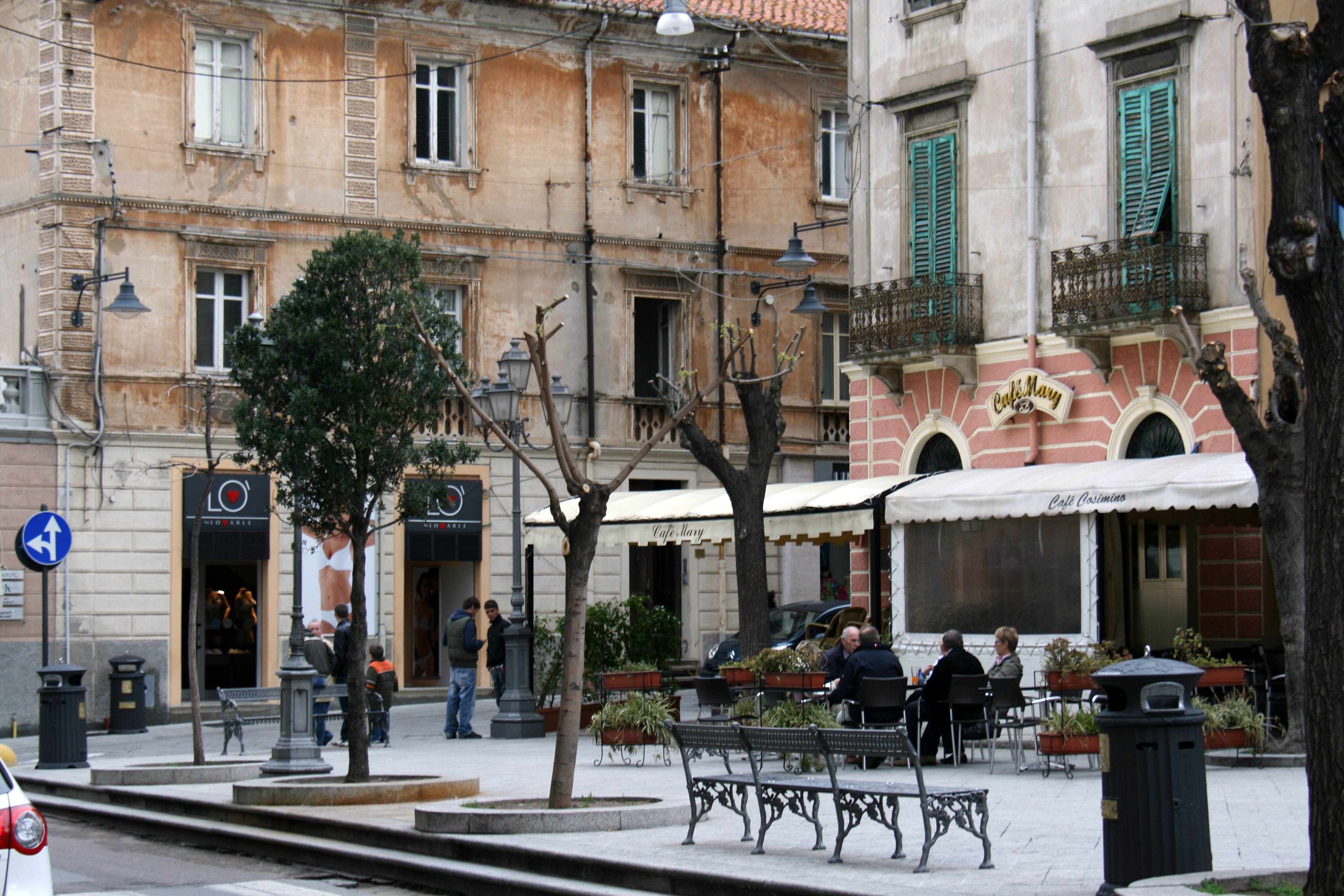
Corso Umberto

## Geschichte
Schon die Etrusker liefen den Hafen Olbia an. Es geriet unter die Herrschaft Karthagos, bis der römische Konsul Lucius Cornelius Scipio den karthagischen Feldherrn Hanno 259 v. Chr. in einer Seeschlacht im Golf von Olbia schlug, woraufhin Olbia zunächst von den Römern erobert wurde. Im Zweiten Punischen Krieg wurde Olbia im Jahr 210 v. Chr. von den Karthagern zerstört und anschließend vom römischen Prätor Publius Manlius Vulso erobert. Unter römischer Herrschaft wurde der Hafen ausgebaut und Olbia nahm eine wichtige Stellung als römischer Anlaufpunkt auf Sardinien ein, hier landeten etwa die römischen Statthalter. Nach dem Fall des Weströmischen Reiches im 5. Jahrhundert blieb Sardinien und mit ihm Olbia unter Byzantinischer Herrschaft. Während der Piratenüberfälle auf Sardinien wurde die Stadt zeitweise aufgegeben. Als Sardinien im Mittelalter in vier Judikate aufgeteilt wurde (siehe Sardische Judikate), war Olbia Sitz des Judikats Gallura.

## Sehenswürdigkeiten

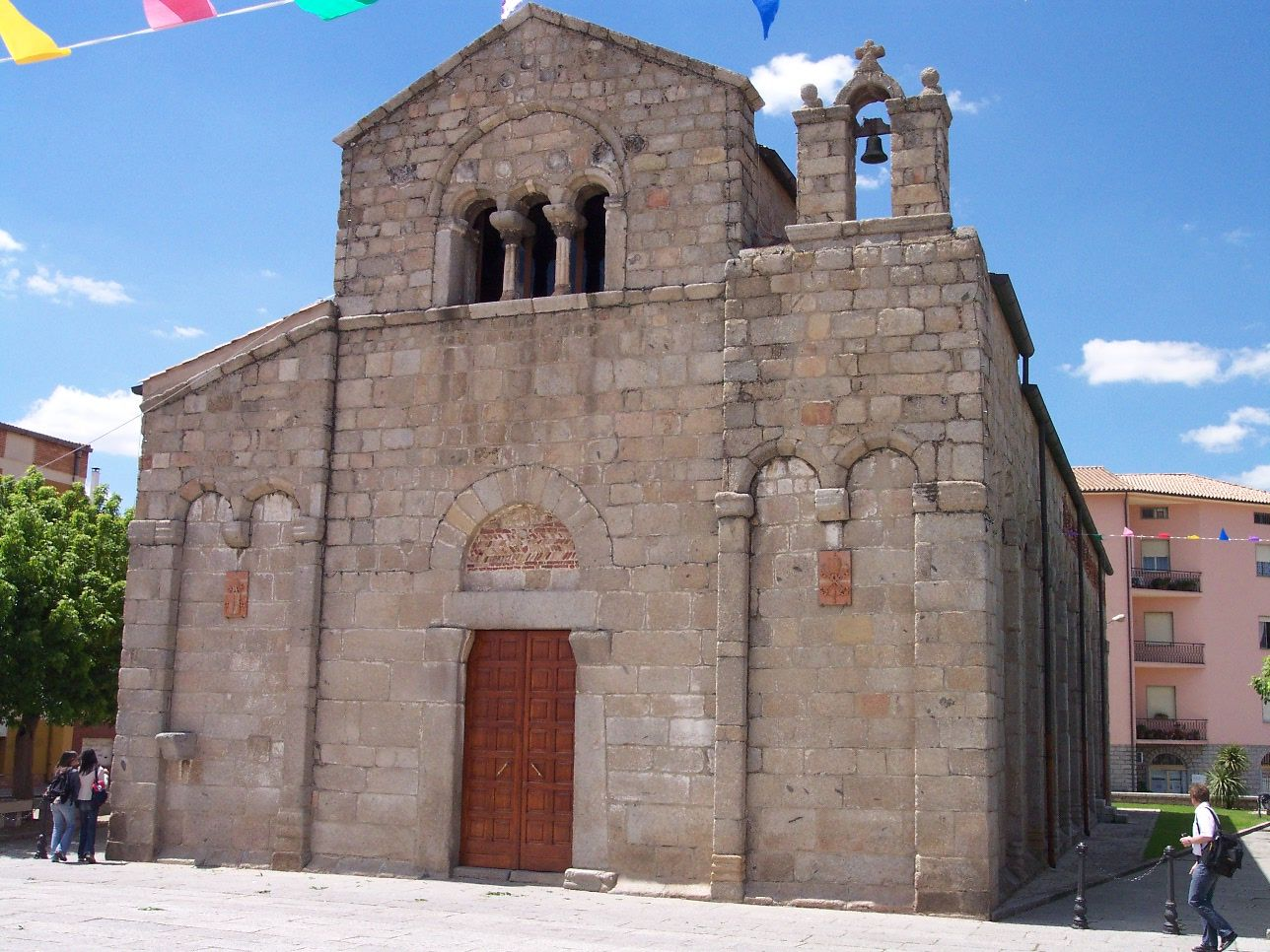
Die Basilika San Simplicio

- Die Kirche San Simplicio, eine romanische Basilika aus grauem Granit, zuerst bezeugt im 11. Jahrhundert, geweiht dem heiligen Simplicius von Fausania, war bis zu deren Auflösung im Jahre 1533 Kathedrale der Diözese von Cività (Olbia).
- Eine dem Apostel Paulus von Tarsus geweihte Kirche aus dem 18. Jahrhundert im oberen Teil der Altstadt
- Nahe der Stadt, auf der 246 m hohen Punta Casteddu, steht die Nuraghe und die Befestigung Cabu Abbas (Anfang des Wassers).
- Die der Küste vorgelagerte Insel Tavolara
- Der römische Aquädukt Sa Rughitulla
- Sa Testa – ein Brunnenheiligtum an der Straße nach Golfo Aranci

Südlich, an der Straße nach Loiri liegen:
- Die Villa Romana
- Das Castello Padrese
- Das sehr gut erhaltene Gigantengrab Su Monte de s’Ape (Tomba di Giganti)

## Verkehr

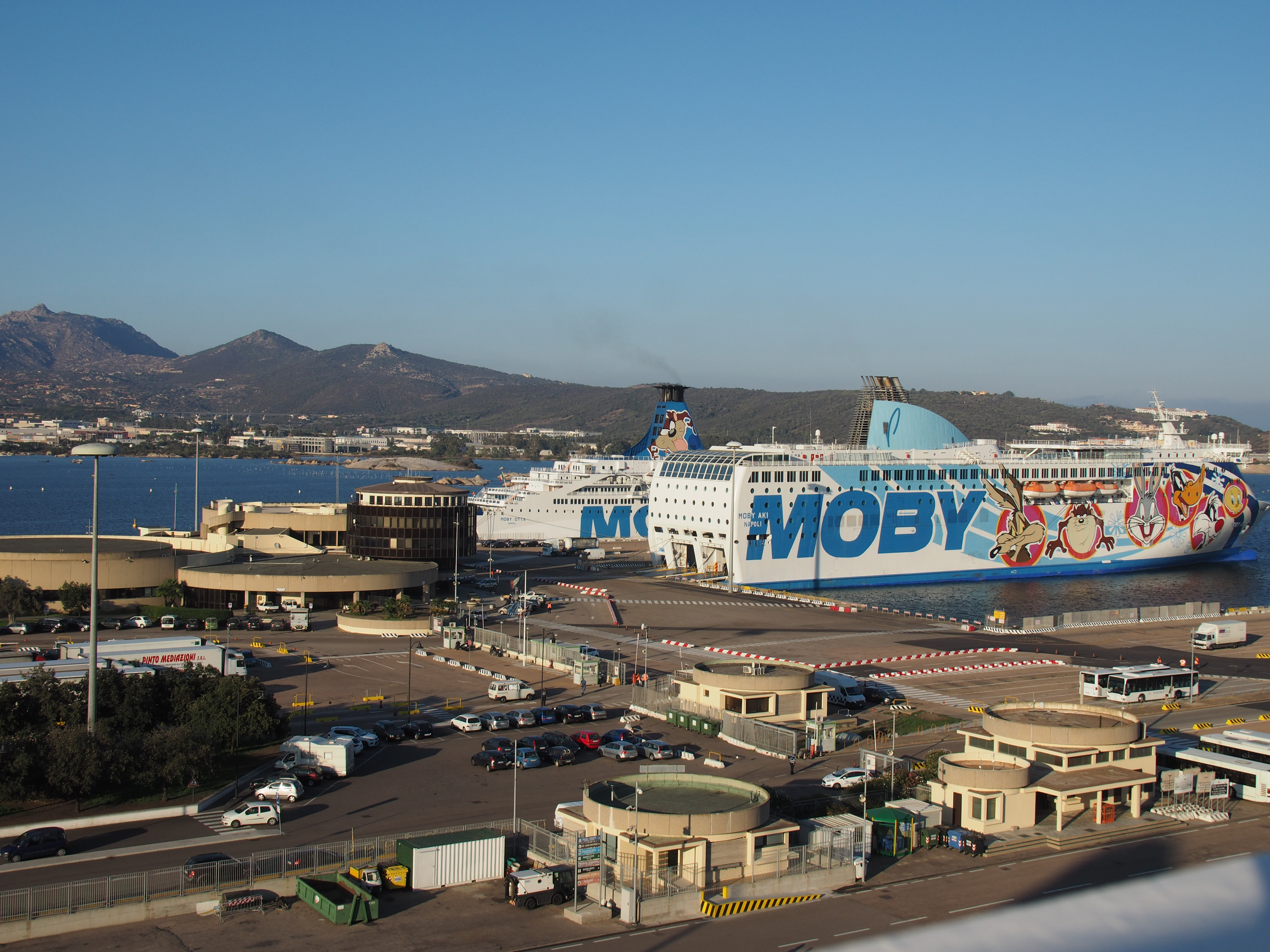
Fährhafen von Olbia

Olbia verfügt über einen Fährhafen. Dieser wird per Autofähre von Civitavecchia, Genua, Piombino sowie Livorno – und im Sommer auch von anderen Orten aus angefahren.
Der moderne Flughafen Olbia war Sitz der Fluggesellschaft Meridiana.
Der Bahnhof Olbia liegt an der Bahnstrecke Cagliari–Golfo Aranci Marittima. Er ist Endhaltestelle von Verbindungen aus Cagliari, Sassari, Ozieri-Chilivani, Macomer und Golfo Aranci.

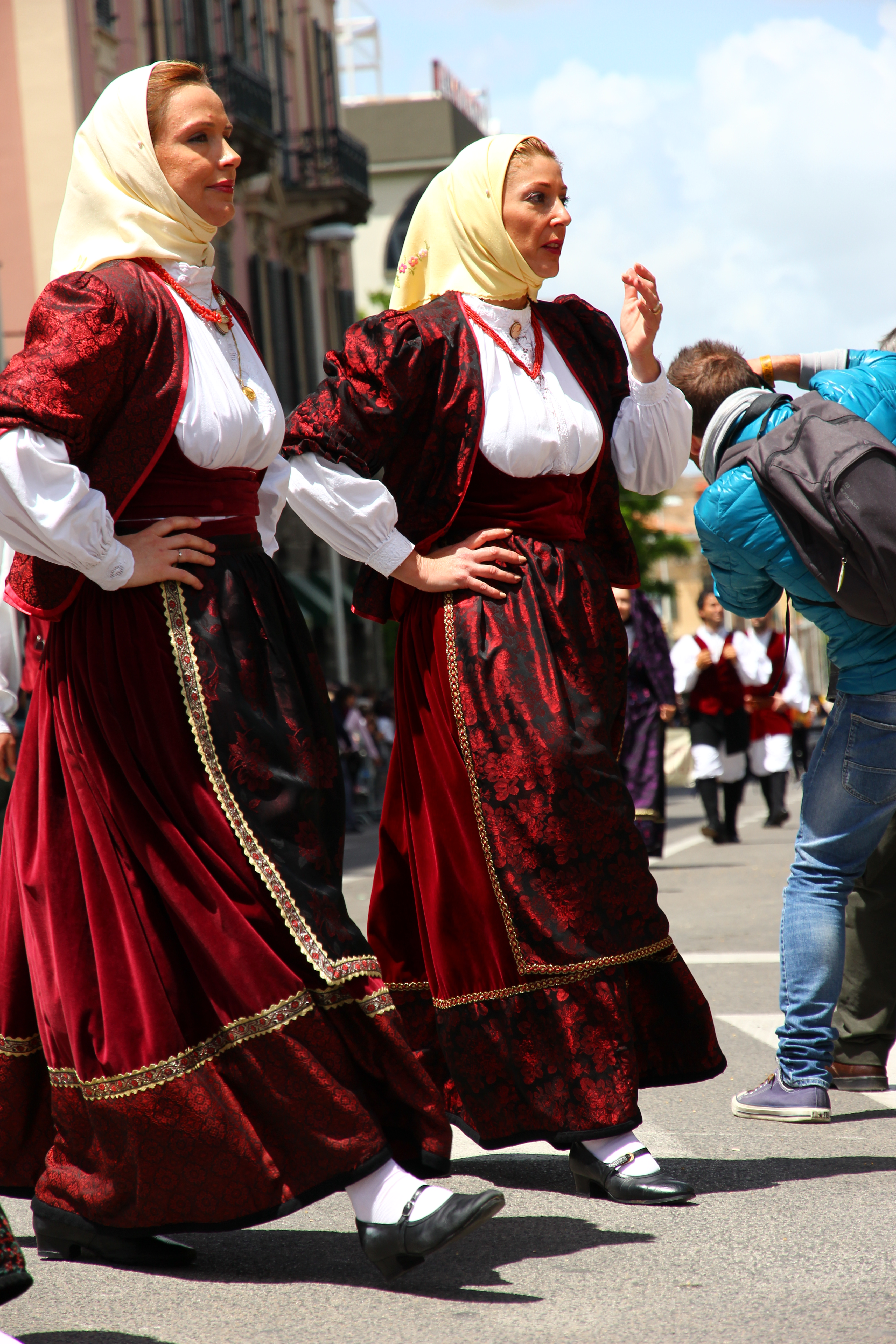
Traditionelle Tracht

## Söhne und Töchter der Stadt
- Piero Livi (1925–2015), Kurzfilmregisseur und Drehbuchautor
- Gustavo Giagnoni (1932–2018), Fußballspieler und -trainer
- Gian Franco Saba (* 1968), römisch-katholischer Geistlicher, Militärerzbischof von Italien
- Salmo (* 1984), Rapper